# Československá basketbalová liga 1974-1975
La Československá basketbalová liga 1974-1975 è stata la 47ª edizione del massimo campionato cecoslovacco di pallacanestro maschile. La vittoria finale è stata ad appannaggio del Dukla Olomouc.

## Risultati

### Stagione regolare
|     | Squadra             | G  | V  | P  | PF   | PS   | Pt. | Qualificazione |
| --- | ------------------- | -- | -- | -- | ---- | ---- | --- | -------------- |
| 1.  | Dukla Olomouc       | 22 | 19 | 3  | 2015 | 1696 | 41  |                |
| 2.  | Zbrojovka Brno      | 22 | 19 | 3  | 1992 | 1740 | 41  |                |
| 3.  | Slavia VŠ Praga     | 22 | 16 | 6  | 1996 | 1816 | 38  |                |
| 4.  | Tatran Ostrava      | 22 | 12 | 10 | 1708 | 1725 | 34  |                |
| 5.  | Pardubice           | 22 | 12 | 10 | 1956 | 1731 | 34  |                |
| 6.  | Sparta ČKD Praga    | 22 | 11 | 11 | 1823 | 1730 | 33  |                |
| 7.  | Baník Ostrava       | 22 | 9  | 13 | 1725 | 1709 | 31  |                |
| 8.  | Baník Prievidza     | 22 | 9  | 13 | 1699 | 1748 | 31  |                |
| 9.  | Iskra Svit          | 22 | 8  | 14 | 1632 | 1657 | 30  |                |
| 10. | Baník Handlová      | 22 | 8  | 14 | 1688 | 1849 | 30  | retrocesse     |
| 11. | Bohemians ČKD Praga | 22 | 8  | 14 | 1567 | 1739 | 30  | retrocesse     |
| 12. | Lokomotiva Děčín    | 22 | 1  | 21 | 1578 | 2162 | 23  | retrocesse     |

| Československá basketbalová liga 1974-1975 |
| ------------------------------------------ |
| Dukla Olomouc 2º titolo                    |

## Formazione vincitrice
| N° | Naz.                      | Ruolo | Sportivo         |  | Alt. |  |
| -- | ------------------------- | ----- | ---------------- |  | ---- |  |
|    | Cecoslovacchia (bandiera) | C     | Zdeněk Kos       |  | 206  |  |
|    | Cecoslovacchia (bandiera) |       | Pavel Pekárek    |  |      |  |
|    | Cecoslovacchia (bandiera) | G     | Pavol Bojanovský |  | 192  |  |
|    | Cecoslovacchia (bandiera) |       | Zdeněk Hummel    |  |      |  |
|    | Cecoslovacchia (bandiera) |       | Jiří Balaštík    |  | 190  |  |
|    | Cecoslovacchia (bandiera) |       | Pavel Škuta      |  |      |  |
|    | Cecoslovacchia (bandiera) |       | Dzurilla         |  |      |  |
|    | Cecoslovacchia (bandiera) |       | Dvořák           |  |      |  |
|    | Cecoslovacchia (bandiera) |       | Heinecke         |  |      |  |
|    | Cecoslovacchia (bandiera) |       | Kocúr            |  |      |  |
|    | Cecoslovacchia (bandiera) |       | Kratochvíl       |  |      |  |
|    | Cecoslovacchia (bandiera) |       | Hradec           |  |      |  |
|    | Cecoslovacchia (bandiera) |       | Tvarůžek         |  |      |  |
|    | Cecoslovacchia (bandiera) | All.  | Drahomír Válek   |  |      |  |

## Fonti
- Ing. Pavel Šimák: Historie československého basketbalu v číslech (1932-1985), Basketbalový svaz ÚV ČSTV, květen 1985, 174 stran
- Ing. Pavel Šimák: Historie československého basketbalu v číslech, II. část (1985-1992), Česká a slovenská basketbalová federace, březen 1993, 130 stran
- Juraj Gacík: Kronika československého a slovenského basketbalu (1919-1993), (1993-2000), vydáno 2000, 1. vyd, slovensky, BADEM, Žilina, 943 stran
- Jakub Bažant, Jiří Závozda: Nebáli se své odvahy, Československý basketbal v příbězích a faktech, 1. díl (1897-1993), 2014, Olympia, 464 stran